# Jan Kulaszewicz
Jan Kulaszewicz (ur. 14 marca 1930 w Słobodzie na Ziemi Wileńskiej, zm. 5 października 2019 w Poznaniu) – polski dyrygent, chórmistrz.

## Życiorys
Edukację muzyczną rozpoczął w Białymstoku (Liceum Pedagogiczne), a następnie studiował dyrygenturę chóralno-orkiestrową w PWSM w Warszawie pod kierunkiem prof. Tadeusza Wilczaka (dyplom 1954 r.) oraz dyrygenturę symfoniczno-operową u prof. Bohdana Wodiczki (dyplom 1958 r.). 
W okresie studiów prowadził Zespół Pieśni i Tańca Politechniki Warszawskiej. W latach 50. i 60. prowadził Chór Uniwersytetu Medycznego w Białymstoku. W latach 1958–71 był dyrektorem naczelnym i artystycznym Państwowej Orkiestry Symfonicznej w Białymstoku. W latach 1972–78 oraz 1979–95 pełnił kierownicze funkcje pierwszego dyrygenta, dyrektora a następnie kierownika artystycznego w Państwowej Operze im. St. Moniuszki w Poznaniu.
Był pierwszym dyrygentem w Teatrze Wielkim w Łodzi, zaproszony do współpracy przez dyrektora Bohdana Wodiczkę (1978/79).
Współpracował również z Wielką Orkiestrą Symfoniczną Polskiego Radia i Telewizji w Katowicach (1969) oraz stale współpracował z Państwową Operą w Bydgoszczy.
Jan Kulaszewicz występował gościnnie z orkiestrami symfonicznymi, filharmonicznymi oraz operowymi w kraju i poza jego granicami. 
Prowadził też samodzielną pracę dyrygenta w krajach Demokracji Ludowej oraz we Włoszech, Holandii, Belgii i Niemiec. 
Nagrania
- nagrania archiwalne i antenowe dla Polskiego Radia wraz z orkiestrą WOSPR w Katowicach

## Nagrody i odznaczenia
- Złoty Krzyż Zasługi – za całokształt pracy artystycznej
- Krzyż Kawalerski Orderu Odrodzenia Polski
- Odznaka honorowa Zasłużony dla Kultury Polskiej
- Odznaka 1000-lecia Państwa Polskiego
- laureat plebiscytu telewizyjnego "Polacy 1963"
- Srebrny Medal „Zasłużony Kulturze Gloria Artis” (2010)[2].